# Babylon (David Gray)
Babylon is de titel van een tweetal singles van David Gray. Het lied is afkomstig van zijn album White ladder.
Van het lied werden meerdere versies op singles uitgebracht. De eerste versie verscheen in juli 1999 met Lead me upstairs en New horizons (beide opgenomen tijdens een concert in 1998) als aanvullende track. In juni 2000 kwam er een twee single, in dit geval met een remix van het lied. Deze versie werd aangevuld met tracks Tell me more lies en Over my head. Deze versie uit 2000 verscheen op de Amerikaanse persing van het album.
Op het internet werd gespeculeerd wat Gray met de titel van dit liefdeslied bedoelde. Volgens het ene "kamp" is er een verband met de Val van Babylon, ooit paradijs op aarde, maar daarna vervallen. Het andere "kamp" maakte de link met de Toren van Babel. De geliefden willen hetzelfde, maar door gebrek aan juiste communicatie wil dat niet lukken. De artiest liet zich er niet over uit.
David Gray (zang, gitaar, piano) speelde het met zijn bandleden Tim Bradshaw (toetsinstrumenten) en Craig McClune (drums, basgitaar, zang). Lestyn Polson verzorgde het programmeerwerk. McClune en Polson traden naast de artiest op als muziekproducent.

## Hitnotering
De “Amerikaanse” versie haalde achttien weken notering in de Billboard Hot 100, maar kwam daarin niet verder dan plaats 57. Het was ook deze versie die de UK Singles Chart haalde. Het haalde haar piek plaats vijf in dertien weken notering,
De Nederlandse Top 40 werd niet bereikt, ze bleef vijf weken hangen in de tipparade. België had geen belangstelling voor Babylon; het is onbekend in de geschiedenis van de Belgische BRT Top 30 en de Vlaamse Ultratop 30

### NederlandseSingle Top 100
In deze hitlijst haalde de 2000-versie een zeer bescheiden succesje.
| Positie: | 100 | 82 | 81 | 84 | 84 | 82 | 86 | 89 | 95 | uit |

### NPO Radio 2 Top 2000
| Nummer met noteringen in de NPO Radio 2 Top 2000 | '14  | '15 | '16  |
| ------------------------------------------------ | ---- | --- | ---- |
| Babylon                                          | 1687 | -   | 1986 |

1. ↑  Een '-' betekent dat het nummer niet was genoteerd en een vetgedrukt getal geeft de hoogste notering aan.
2. ↑  2014 was het eerste jaar met een notering voor dit nummer.
3. ↑  Deze tabel is bijgewerkt tot en met de laatste editie (2024).